# 1220年
| 千纪： | 2千纪 |
| 世纪： | 12世纪 \| 13世纪 \| 14世纪 |
| 年代： | 1190年代 \| 1200年代 \| 1210年代 \| 1220年代 \| 1230年代 \| 1240年代 \| 1250年代                                                                     |
| 年份： | 1215年 \| 1216年 \| 1217年 \| 1218年 \| 1219年 \| 1220年 \| 1221年 \| 1222年 \| 1223年 \| 1224年 \| 1225年                                           |
| 纪年： | 庚辰年（龙年）；西夏光定十年；大理天开十六年；蒙古太祖十五年；金興定四年；南宋嘉定十三年；蒲鲜万奴天泰六年；越南建嘉十年；日本承久二年；高丽贞祐八年 |

## 大事记
- 神圣罗马帝国
  - 11月22日——腓特烈二世在罗马市加冕为神圣罗马帝国皇帝。
- 蒙古帝国
  - 成吉思汗從曲雕阿蘭遷都至哈拉和林並興建新都。
  - 五月，成吉思汗在撒馬爾罕之戰夷平花剌子模首都撒馬爾罕，蒙古征服花剌子模。
  - 秋，成吉思汗命朮赤為主帥，察合台、窩闊台為副帥，對花剌子模舊都發動玉龍傑赤之戰，哲別、速不台追捕逃亡的花剌子模國王摩訶末，摩訶末死於裏海西岸的島上。
  - 蒙哥率領蒙古帝國軍隊消滅庫曼汗國，餘部逃至基輔羅斯。
- 金朝
  - 金宣宗封地方武装首领王福、移剌眾家奴、武仙、張甫、靖安民、郭文振、胡天作、張開、燕寧等九人為公爵，合稱河北九公。
- 丘處機挑選門人弟子趙道堅、宋道安、尹志平、李志常等十八名弟子離開山東昊天觀，前往蒙古帝國統治的燕京。
- 南宋
  - 四川安撫使安丙定議宋、夏同時出兵，夾攻金軍，南宋攻下定邊城，與夏兵會于鞏州城下，攻城不下只好退軍。
- 東遼國
  - 耶律留哥死後，其妻姚裡氏統治遼東。

## 出生
- 4月1日——後嵯峨天皇，日本天皇（1272年去世，52岁）

## 逝世
- 耶律留哥，金朝末年人物，原来是生活在金朝东北地区的契丹人，後來起兵叛金，依附大蒙古国，並建立東遼國政權。
- 阿拉烏丁·摩訶末，花剌子模沙阿。